# Morti nel 1966/Settembre
| Questa pagina contiene informazioni ricavate automaticamente dalle voci biografiche con l'ausilio del template Bio e di un bot. L'aggiornamento è periodico e automatico e ricostruisce completamente la pagina. Se manca una persona in questa lista, sei pregato di non aggiungerla, ma accertati piuttosto che la sua voce biografica contenga il template Bio e che i dati anagrafici siano correttamente compilati. Se il template Bio manca, inseriscilo tu stesso o, in alternativa, metti l'avviso {{tmp\|Bio}} che ne segnala la mancanza. Se i dati riportati sono sbagliati, correggi direttamente la voce biografica; le modifiche saranno visibili in questa lista entro pochi giorni. Per chiarimenti vedi il progetto biografie. La lista contiene solo le 77 persone che sono citate nell'enciclopedia e per le quali è stato implementato correttamente il template Bio. Pagina aggiornata al 3 mar 2024. |

- 1º settembre - Mabel Capper, attivista britannica (n. 1888)
- 1º settembre - Antoine Mazairac, pistard olandese (n. 1901)
- 1º settembre - Harry Welfare, calciatore e allenatore di calcio inglese (n. 1888)
- 2 settembre - Eugenio Levi, critico letterario italiano (n. 1876)
- 2 settembre - James Howard McGrath, politico statunitense (n. 1903)
- 2 settembre - Yasuji Okamura, generale giapponese (n. 1884)
- 3 settembre - Irving Klaw, fotografo e regista statunitense (n. 1910)
- 3 settembre - Cécile Sorel, attrice francese (n. 1873)
- 4 settembre - Enrico Dall'Oglio, editore italiano (n. 1900)
- 4 settembre - Alfred Roth, calciatore francese (n. 1891)
- 4 settembre - Berto Zampieri, scultore italiano (n. 1910)
- 5 settembre - Emilio Cecchi, critico letterario e critico d'arte italiano (n. 1884)
- 6 settembre - Guido Caprotti, pittore italiano (n. 1887)
- 6 settembre - Giuseppe Amantea, medico e fisiologo italiano (n. 1885)
- 6 settembre - Semën Vasil'evič Ėl'ger, poeta, scrittore e saggista russo (n. 1894)
- 6 settembre - Elmer Harris, sceneggiatore e commediografo statunitense (n. 1878)
- 6 settembre - Margaret Sanger, attivista, infermiera e scrittrice statunitense (n. 1879)
- 6 settembre - Reuben Levy, iranista e islamista gallese (n. 1891)
- 6 settembre - Luigi Perrachio, compositore e pianista italiano (n. 1883)
- 6 settembre - Hendrik Frensch Verwoerd, politico e psicologo sudafricano (n. 1901)
- 7 settembre - Ramiro Meng, pittore, scultore e architetto italiano (n. 1895)
- 8 settembre - Domenico Colasanto, politico italiano (n. 1896)
- 8 settembre - Jorge Carlos Dortas Olivieri, cestista brasiliano (n. 1931)
- 8 settembre - Béla Ludwig, allenatore di calcio e calciatore ungherese (n. 1889)
- 8 settembre - John Taylor, pilota automobilistico britannico (n. 1933)
- 9 settembre - Nestor Paiva, attore statunitense (n. 1905)
- 10 settembre - Emil Julius Gumbel, statistico tedesco (n. 1891)
- 11 settembre - Anna Fougez, cantante e attrice italiana (n. 1895)
- 11 settembre - Eva Justin, psicologa e antropologa tedesca (n. 1909)
- 12 settembre - Iosif Czako, calciatore rumeno (n. 1906)
- 12 settembre - Robert Joyaut, calciatore francese (n. 1900)
- 12 settembre - Heinrich Stuhlfauth, calciatore tedesco (n. 1896)
- 13 settembre - Clemente Canepari, ciclista su strada italiano (n. 1886)
- 13 settembre - Delio Cantimori, storico e politico italiano (n. 1904)
- 13 settembre - Alfred Engelsen, ginnasta e tuffatore norvegese (n. 1893)
- 13 settembre - Karl Harmer, calciatore e allenatore di calcio austriaco (n. 1888)
- 13 settembre - Tomoshige Samejima, ammiraglio giapponese (n. 1889)
- 14 settembre - Amedeo Rocco Armentano, esoterista italiano (n. 1886)
- 14 settembre - Gertrude Berg, attrice, sceneggiatrice e produttrice televisiva statunitense (n. 1899)
- 14 settembre - Nikolaj Konstantinovič Čerkasov, attore sovietico (n. 1903)
- 14 settembre - Cemal Gürsel, generale turco (n. 1895)
- 14 settembre - Václav Vích, direttore della fotografia ceco (n. 1898)
- 14 settembre - Franco Zampari, direttore teatrale, produttore teatrale e produttore cinematografico italiano (n. 1898)
- 16 settembre - Louis Cottier, artigiano e orologiaio svizzero (n. 1894)
- 16 settembre - Gilberto Errera, militare, aviatore e ingegnere italiano (n. 1894)
- 16 settembre - Luigi Morosini, generale italiano (n. 1894)
- 17 settembre - Mário Filho, giornalista e scrittore brasiliano (n. 1908)
- 17 settembre - Fritz Wunderlich, tenore tedesco (n. 1930)
- 18 settembre - Paul Mathaux, calciatore francese (n. 1888)
- 18 settembre - Giuseppe Peretti, anarchico e antifascista svizzero (n. 1887)
- 19 settembre - Albert Divo, pilota automobilistico francese (n. 1895)
- 19 settembre - Gustav Edén, calciatore norvegese (n. 1891)
- 19 settembre - Ulisse Igliori, politico, dirigente sportivo e imprenditore italiano (n. 1895)
- 19 settembre - Otto Kinkeldey, docente, musicista e musicologo statunitense (n. 1878)
- 19 settembre - Hermann von Oppeln-Bronikowski, ufficiale e cavaliere tedesco (n. 1899)
- 21 settembre - Agostino D'Arco, vescovo cattolico italiano (n. 1899)
- 21 settembre - Frank Lentini, showman e circense italiano (n. 1889)
- 21 settembre - Paul Reynaud, politico francese (n. 1878)
- 22 settembre - Valentin Bulgakov, scrittore e pacifista russo (n. 1886)
- 22 settembre - Jules Furthman, scrittore e sceneggiatore statunitense (n. 1888)
- 22 settembre - George Milburn, scrittore, giornalista e sceneggiatore statunitense (n. 1906)
- 23 settembre - Steven Hughes, mafioso statunitense
- 23 settembre - Seth Lundell, micologo svedese (n. 1892)
- 24 settembre - Fillide Giorgi Levasti, pittrice italiana (n. 1883)
- 24 settembre - Ivan Grbec, compositore e etnomusicologo italiano (n. 1889)
- 25 settembre - Clifton Cushman, ostacolista statunitense (n. 1938)
- 25 settembre - Delfim Santos, filosofo e scrittore portoghese (n. 1907)
- 25 settembre - Johannes van Rensburg, politico sudafricano (n. 1898)
- 26 settembre - Andrew Jack, fisico e esploratore australiano (n. 1885)
- 26 settembre - Helen Kane, cantante statunitense (n. 1904)
- 26 settembre - Giuseppe Lombrassa, politico, giornalista e prefetto italiano (n. 1906)
- 26 settembre - Ettore Santi, politico italiano (n. 1882)
- 27 settembre - Albert Renger-Patzsch, fotografo tedesco (n. 1897)
- 28 settembre - André Breton, poeta, saggista e critico d'arte francese (n. 1896)
- 28 settembre - Eric Fleming, attore statunitense (n. 1925)
- 28 settembre - Lucky Millinder, cantante statunitense (n. 1910)
- 29 settembre - Zoilo Canaveri, calciatore uruguaiano (n. 1893)